# Wangdian, Anhui
Wangdian (kinesiska: 王店) är en köping i östra Kina. Den ligger i stadsdistriktet Yingzhou i staden Fuyang i provinsen Anhui, omkring 180 kilometer nordväst om provinshuvudstaden Hefei. Antalet invånare är 50300. Befolkningen består av 25 039 kvinnor och 25 261 män. Barn under 15 år utgör 21,0 %, vuxna 15-64 år 68 %, och äldre över 65 år 10,0 %.